# John Doogs
 (janvier 2012).
John Doogs (ou Dougs ?) était le nom américanisé de Nichodemus Sinoj. Né en 1869, il est devenu célèbre à cause de sa phocomélie, une anomalie du développement durant la grossesse se caractérisant par une atrophie des membres aboutissant en quelque sorte à l'implantation directe des mains et des pieds sur le tronc.
Il était surnommé L'Indescriptible au cirque Barnum où il s'exhibait.

## Description
John Doogs présentait une phocomélie incomplète : son bras droit était normalement constitué, mais son bras gauche s'arrêtait au coude et se terminait par une sorte de petite corne. Il n'avait pas de jambe droite (son pied était directement soudé à la hanche) et sa jambe gauche consistait en une demi-cuisse terminée par un pied très imparfait. Il était ainsi incapable de se tenir debout sans prendre appui sur son bras droit. 
Il mesurait environ 78 centimètres.

## Historique
Il débuta dans le spectacle du Worth Museum avant de se montrer chez Barnum et Bailey.
On connaît plusieurs portraits de lui posant en tenue de cirque. On ne sait pas grand-chose de la fin de sa vie si ce n'est qu'il était toujours en vie à Chicago vers 1908.